# Попова Емма Анатоліївна
Емма Анатоліївна Попова (1928—2001) — радянська акторка театру і кіно. Народна артистка РРФСР (1971).

## Життєпис
Емма Попова народилася на Кубані. В 1947 році, в один час з Зінаїда Шарко, вступила на акторський факультет Ленінградського театрального інституту, в майстерню Б. В. Зона. Досвідченого педагога, який виховав чимало чудових акторка, вже в ті часи захоплювала інтуїція Попової: «Не ти граєш — тобі грає». Закінчила інститут у 1951 році.
В інституті Емма Попова одружилася зі своїм однокурсником — актором і режисером Наумом Бірманом В шлюбі народила сина Анатолія, що теж став актором. Другим її чоловіком був драматург і сценарист Олександр Гладков. Овдовівши в 1976 році, більше в шлюб не вступала.
Померла 3 листопада 2001 року в Будинку ветеранів сцени в Санкт-Петербурзі; похована на Волковському кладовищі.

### У Театрі імені Комісаржевської
В 1953—1962 роках Емма Попова виступала на сцені Ленінградського театру імені В. Ф. Коміссаржевської. Її дебют в ролі Лізи у вобідевілі Д. Т. Ленського «Лев Гурич Синичкін» залишився непоміченим критикою. Про Попову заговорили після зіграної нею в тому ж 1953 році Тіни Наморадзе в «Бабку» М. Бараташвілі. З другої половини 1950-х вона була провідною акторкою театру; граючи як характерні ролі (дона Хуана в п'єсі Тірсо де Моліна «Дон Хіль Зелені штани» і Аніта у «П'ятій колоні» Е. Хемінгуея), так і ліричних героїнь (Айтен у п'єсі Н. Хікмета «Перший день свята», Варю в «Дикарке» А. Островського), нерідко протиставляючи режисерським задумом власну інтуїцію. «І з кожною новою роллю, — відзначала критикиня Ст. Іванова, — „відсоток драматизму“ в роботах молодої акторки неухильно зростав», — навіть в комічних ролях. «Відсотка драматизму» акторка досягла в ролі Лізи Протасової в п'єсі А. М. Горького «Діти сонця», де її героїня, за словами критика, «всі біди страждаючого світу пропускала крізь власне серце, відчувала сором за чужі гріхи, біль за чужу вину» і, зрештою, втрачала розум, не в силах винести цю тяжкість.
У Театрі імені Комісаржевської Попова репетирувала Офелію в «Гамлеті», але вистава не був випущений. Однією з ролей, що найбільше запам'яталася, поряд з Лізою Протасовою, стала трагічна Вероніка у виставі «Вічно живі» за п'єсою В. Розова. За словами В. Іванової, Вероніка Попова «вразила і запам'яталася більше, ніж всі інші виконавиці цієї ролі», її не затьмарила навіть популярність Тетяни Самойлової, яка зіграла цю роль в знаменитому фільмі М. Калатозова.

### У Великому драматичному
В образі Попової багато відзначали зовнішню схожість з Вірою Коміссаржевською, і в Театрі імені Коміссаржевської їй аж ніяк не випадково доручали ролі, колись зіграні «чайкою російської сцени» (Лізу Протасову, Варю в «Дикарці»). В одному з інтерв'ю вона зізналася: «Працюючи в театрі, що носить ім'я великої акторки, я, природно, знаходилася під впливом цієї непересічної особистості, цього величезного трагічного таланту. Я навіть стала наслідувати її грі — в міру відпущених мені сил і здібностей. Але потім я відчула, що це захоплення — майже фанатичне — починає пригнічувати моє акторське „я“, і мене наздогнала душевна криза». Акторка вирішила назавжди покинути сцену; але сталося так, що саме в цей момент Георгій Товстоногов запросив її до Великого драматичного театру імені Горького.
На сцені БДТ Попова дебютувала в лютому 1963 року в ролі Ксенії Іванівни в «Палаті» С. Альошина і дуже скоро стала однією з «зірок» товстоноговської трупи, однією з «головних» її акторок. Серед найкращих ролей, зіграних, за визначенням критики, так, «наче їх ніхто до неї не грав», — Ганна в «Варварах» А. М. Гіркого, Ірина в чеховських «Трьох сестрах», Тетяна в «Мещанах» (разом з режисером-постановником Р. Товстоноговим і виконавцем ролі Бессеменова Євгеном Лебедєвим була удостоєна Державної премії СРСР) ."Неспокійна старість" Л. Рахманова витримала на сцені БДТ близько 200 вистав ще й тому, що глядачі йшли перш за все на блискучий акторський дует — Сергія Юрського (Полєжаєва) і Емму Попову (Марію Львівну). Зіграну Поповою роль Марії Павлівни в цьому спектаклі А. Свободін назвав «однією з найтихіших, але і найбільш блискучих успіхів» актриси.
Сергій Юрський про свою партнерку у багатьох виставах згодом писав: «Ті, хто з нею грав, ті, хто з нею спілкувався на майданчику, знають те, чого ніколи не дізнаються глядачі… Партнерам взаємодіяти з цим абсолютом було не просто легко, а виникало відчуття, що тебе підняло, ти знаходишся на килимі-літаку — і всі ми розмовляємо вже на зовсім іншому рівні». Він же відзначав дивну особливість акторської природи Попової: «Емма, яка геніально грала інтелігенток й аристократок, була, завжди залишалася і залишається простою козачкою, яка говорить „гекаючи“ й інакше не може. Куди це поділося на сцені — незрозуміло, чому поверталося в житті — теж незрозуміло».
Поповій, акторці трагічного темпераменту, великий акторський діапазон, за свідченням Р. Беньяш, дозволяв не втрачати безпосередності навіть у ролях, загострених до гротеску, і, поряд з тендітною Іриною в «Трьох сестрах», з блиском виконувати і гострохарактерну роль Віри Сергіївни в сатиричній комедії Василя Шукшина «Енергійні люди». Серед найкращих її ролей на сцені БДТ — Мадлена Бежар у булгаковському «Мольєра», Мурзавецька і Турусина в комедіях А. Н. Островського «Вовки і вівці» і «На всякого мудреця досить простоти».
Невдачею Попової критики вважали роль Настасії Пилипівни, яку вона грала по черзі з Тетяною Дороніною у другій редакції товстоноговського «Ідіота» в недовгий час існування цієї вистави (відновлено спеціально для зарубіжних гастролей). Акторці, для якої всяка роль була цікава насамперед становленням і розвитком характеру, героїня Ф. Достоєвського, «людина з непередбаченою поведінкою», виявилася абсолютно чужою. Для себе пояснення цього характеру Попова змогла знайти лише в озлобленні і жадобі помсти, всім і вся, — що, однак, суперечило задумам Достоєвського.
Останньою театральною роботою Попової стала Кваша в п'єсі М. Горького «На дні» — останньому спектаклі Георгія Товстоногова. Після його смерті в 1989 році акторка покинула сцену. Протягом ряду років вела акторський курс в Інституті театру, музики і кінематографії.

### Кіно і телебачення
Попова багато працювала на телебаченні, зігравши в тому числі і Віру Комісаржеську в телеспектаклі «Чайка російської сцени». У кіно знімалася мало, віддаючи перевагу театру. Дебютувала в 1957 році в головній жіночій ролі у фільмі Михайла Дубсона «Шторм», де вперше зустрілася з Євгеном Лебедєвим, своїм майбутнім партнером по багатьох виставах БДТ. Критики особливо відзначали Юлію Дмитрівну у «Поїзді милосердя» — образ, який виключав чарівність. З цієї причини режисер фільму Іскандер Хамраєв довго не наважувався запропонувати цю роль Поповій, але чужу кокетству акторку привернула саме вона..

## Творчість

### Театральні роботи
Ленінградський драматичний театр імені В. Ф. Коміссаржевської
- 1953 — «Лев Гурич Синичкін» Д. Т. Ленського — Ліза (введення)
- 1953 — «Не все коту масляна» О. М. Островського — Агнія (введення)
- 1953 — «Шельменко-денщик» — Мотря (введення)
- 1953 — «Бабка» М. Бараташвілі — Тіна Наморадзе
- 1955 — «Дон Хіль Зелені штани» Тірсо де Моліна. Постановка Ст. Андрушкевича і З. Корогодського — дона Хуана
- 1956 — «Вічно живі» В. Розова — Вероніка
- 1959 — «Цимбелін» — Імогена
- «Перший день свята» Н. Хікмета — Айтен
- «Те, що знає кожна жінка» Дж. Баррі — Меггі Шенд
- «П'ята колона» Е. Хемінгуея — Аніта
- 1960 — «Діти сонця» А. М. Горького. Постановка М. Сулімова — Ліза Протасова
- 1961 — «Після весілля» Д. Гранина — Тоня
- «Дикунка» А. Островського та В. Соловйова. Постановка В. Майковська — Варя

Великий драматичний театр імені М. Горького
- 1963 — «Палата» С. Альошина. Постановка Г. О. Товстоногова, Тобто А. Лебедєва — Ксенія Іванівна
- 1963 — «Варвари» М. Горького. Постановка Г. О. Товстоногова — Ганна (введення)
- 1965 — «Три сестри» А. П. Чехова. Постановка Р. А. Товстоногова — Ірина
- 1966 — «Міщани» М. Горького. Постановка Г. О. Товстоногова — Тетяна
- 1966 — «Ще раз про любов» Е. Радзинського. Постановка Ю. Е. Аксьонова — Наташа (введення)
- 1966 — «Ідіот» за Ф. М. Достоєвському (друга редакція вистави). Постановка Г. О. Товстоногова — Настасья Пилипівна
- 1968 — «Щасливі дні нещасливої людини» О. М. Арбузова. Постановка Ю. Е. Аксьонова — Зіміна Ніна Павлівна
- 1970 — «Неспокійна старість» Л. Рахманова. Постановка Р. А. Товстоногова— Марія Львівна
- 1973 — «Мольєр» М. О. Булгакова. Постановка С. Ю. Юрського — Мадлена Бежар
- 1974 — «Енергійні люди» В. М. Шукшина. Постановка Г. О. Товстоногова — Віра Сергіївна
- 1976 — «Дачники» М. Горького. Постановка Г. О. Товстоногова — Ольга Олексіївна
- 1976 — «Фантазії Фарятьева» А. Соколової. Постановка С. Ю. Юрського
- 1980 — «Вовки і вівці» О. М. Островського. Постановка Г. О. Товстоногова — Мурзавецька
- 1985 — «Поріг»  О. Дударєва. Постановка Р. Єгорова — Мати (введення)
- 1985 — «На всякого мудреця досить простоти» О. М. Островського. Постановка Г. О. Товстоногова — Турусина
- 1987 — «На дні» М. Горького. Постановка Г. О. Товстоногова — Кваша

### Роботи на телебаченні
- 1967 — «Диваки» О. М. Горького (телеспектакль); постановка Юрія Маляцького
- 1970 — «Чайка російської сцени» (телеспектакль) — Віра Коміссаржевська
- 1971 — «Фієста» за романом Е. Хемінгуея «І сонце сходить» (телеспектакль); постановка Сергія Юрського — Френсіс
- «Склянка води» Е. Скріб (телеспектакль) — Королева
- «Пані міністерша» Б. Нушича (телеспектакль)
- «Останні» А. М. Горького (телеспектакль) — Софія
- «Будиночок» В. Катаєва (телеспектакль)
- «Місяць у селі» Івана Тургенєва (телеспектакль) — Наталія Петрівна
- «Смаглява леді сонетів» Б. Шоу (телеспектакль); постановка Олександра Бєлінського — Єлизавета

### Фільмографія
- 1957 — Шторм — Саша Карцева
- 1964 — Поїзд милосердя — Юлія Дмитрівна
- 1965 — На одній планеті — Надія Крупська
- 1968 — Гроза над Білою — Софія Олексіївна Попова
- 1970 — Потяг у завтрашній день — Надія Крупська

## Нагороди та звання
- Заслужена артистка РРФСР (1960)
- Народна артистка РРФСР (1971)
- Державна премія СРСР (1968) — за виконання ролі Тетяни у виставі «Міщани» Великого драматичного театру ім. М. Горького.